# Bermuda Open
Il Bermuda Open è stato un torneo di tennis facente parte del Grand Prix e dell'ATP Tour.
Si è giocato dal 1975 al 1976 e di nuovo nel 1995 e nel 1996. 
L'evento si teneva a Bermuda e la superficie utilizzata era la terra rossa.

## Albo d'oro

### Singolare
| Anno       | Vincitore          | Finalista         | Punteggio     |
| ---------- | ------------------ | ----------------- | ------------- |
| 1975       | Jimmy Connors      | Vitas Gerulaitis  | 6–1, 6–4      |
| 1976       | Cliff Richey       | Gene Mayer        | 7–6, 6–2      |
| 1977- 1994 | Non disputato      | Non disputato     | Non disputato |
| 1995       | Mauricio Hadad     | Javier Frana      | 7–6, 3–6, 6–4 |
| 1996       | MaliVai Washington | Marcelo Filippini | 6–7, 6–4, 7–5 |

### Doppio
| Anno       | Vincitori                     | Finalisti                        | Punteggio     |
| ---------- | ----------------------------- | -------------------------------- | ------------- |
| 1975       | Jimmy Connors / Ilie Năstase  | Vitas Gerulaitis / Sandy Mayer   | 4–6, 6–3, 6–3 |
| 1976       | Mike Cahill / John Whitlinger | Dick Crealy / Ray Ruffels        | 6–4, 4–6, 7–6 |
| 1977- 1994 | Non disputato                 | Non disputato                    | Non disputato |
| 1995       | Grant Connell / Todd Martin   | Brett Steven / Jason Stoltenberg | 7–6, 2–6, 7–5 |
| 1996       | Jan Apell / Brent Haygarth    | Pat Cash / Patrick Rafter        | 3–6, 6–1, 6–3 |